# Embraer Phenom 300
L'Embraer Phenom 300 és un avió de negocis lleuger dissenyat i produït per Embraer.

## Desenvolupament
Embraer va dissenyar el Phenom 300 partint de la base del seu model més lleuger Phenom 100. El prototipi del Phenom 300 va volar per primer cop el 29 d'abril de 2008. Va assolir la certificació el desembre de 2009 i la primera entrega es va produir el 29 de desembre del mateix any.

## Versions
Embraer ha desenvolupat versions millorades respecte al model original: 
Phenom 300E
Versió oferida a partir del 2018. Compta amb interior redissenyat, nou sistema d'aviònica (basat en el Garmin G3000) i un "mode de superfície" pels motors (que fan la funció d'una unitat auxiliar de potència).
Phenom 300E (2020)
Des de l'any 2020 Embraer ofereix una versió millorada del Phenom 300E. En destaca l'increment de velocitat màxima (fins a Mach 0,80, 826 km/h) i l'abast ampliat fins a 3.720 km. Això s'aconsegueix amb una variant més potent dels motors, PW535E1, que ofereixen un empenyiment de 15,47 kN. També compta amb millores en l'aviònia, amb funcions d'ajuda a l'estabilitat del vol i en l'aproximació a la pista d'aterratge. In addition, Bossa Nova interior option became available.

## Especificacions (Phenom 300E)
Dades de Embraer Phenom 300E brochure.
Característiques generals
- Tripulació: 1 or 2 pilots
- Capacitat: 6 passatgers (configuration estàndard) + 1 a la cabina; màxim de 10 inclonet-hi una a la cabina i un al seient amb cinturó del lavabo[9])
- Longitud: 15,9 m
- Envergadura: 16,2 m
- Alçada: 5,0 m
- * Capacitat de combustible: 2.428kg[2]
- Pressurització de la cabina: 9.4 psi (0.65 bar)[10]
- Alçada de la cabina: 4.9 ft (1.49 m)[2]
- Amplada de la cabina: 5.1 ft (1.55 m)[11]
- Longitud de la cabina: 5.23 m (17.2 ft)[2]

 Rendiment 
- Velocitat màxima: 859 km/h
- Abast: 3.723 km
- Sostre de servei: 13.716 m
- Fuel burn: 346 kg/h a 364 kn, 456 kg/h aa 431 kn (a FL410)[2]
- Distància d'enlairament: 978 m (3.209 ft) MTOW, SL, ISA[7]
- Distància d'aterratge: 674 m (2.212 ft) amb 4 ocupants de 90,7 kg, reserves NBAA IFR, SL, ISA[7]Aviònica
- Embraer Prodigy Touch (basat en el sistema Garmin G3000)[12]